# مانولو سانچز (بازیکن فوتبال، زاده ۱۹۷۶)
مانولو سانچز (انگلیسی: Manolo Sánchez؛ زادهٔ ۲۷ نوامبر ۱۹۷۶) بازیکن فوتبال اهل اسپانیا است.
از باشگاه‌هایی که در آن بازی کرده‌است می‌توان به باشگاه فوتبال نومانسیا، باشگاه فوتبال کوردوبا، باشگاه فوتبال اسپورتینگ خیخون، باشگاه فوتبال اوساسونا، باشگاه فوتبال سلتاویگو، و باشگاه ورزشی تنریف اشاره کرد.